# 125. п. н. е.
Година 125. п. н. е. је година пре јулијанског римског календара. У то време је била позната као година конзулата Хипсејса и Флакуса (или, ређе, 629. година Ab Urbe condita) и четврта година Јаншоа. Име 125. година п. н. е. за ову годину се користи од раног средњег века, када је календарска ера Anno Domini постала преовлађујућа метода у Европи за именовање година.

## Догађаји

### По месту

#### Сирија
- Клеопатра Теа постаје владар Селеукидског царства по смрти Селеука V.[1] Она поставља Антиоха VIII Грипа за су-владара.

## Рођења
- Квинт Серторије, римски државник и генерал (с. 73. п. н. е)

## Смрти
- Селеук V Филометор (убијен од стране Клеопатре Тее)
- Деметрије II Никатор, владар Селеукидског царства.